# Алеур (село, Чернишевський район)
Алеу́р (рос. Алеур) — село у складі Чернишевського району Забайкальського краю, Росія. Адміністративний центр Алеурського сільського поселення.

## Населення
Населення — 1005 осіб (2010; 1008 у 2002).
Національний склад (станом на 2002 рік):
- росіяни — 98 %